# John LeClair
Pour les articles homonymes, voir Leclair.
Temple de la renommée américain : 2009
John Clark LeClair (né le 5 juillet 1969 à St. Albans dans le Vermont aux États-Unis) est un joueur américain professionnel de hockey sur glace.

## Carrière de joueur
LeClair a été choisi par les Canadiens de Montréal au cours du repêchage d'entrée dans la LNH 1987 après avoir été diplômé de l'Université du Vermont. En 1992-1993, il gagne avec les Canadiens la Coupe Stanley inscrivant même deux buts en prolongations au cours de matchs comptant pour la finale.
Au cours de la saison 1994-1995 de la LNH il est transféré aux Flyers de Philadelphie en compagnie de Gilbert Dionne et d'Éric Desjardins en échange de Mark Recchi.
Il reste ainsi pendant 10 saisons avec les Flyers où il fait partie de la fameuse ligne « Legion of Doom » avec Eric Lindros au centre et Mikael Renberg à l'autre aile. Non seulement, ce trio était performant pour inscrire des buts mais en plus, ils avaient une présence physique importante.
À la fin de la saison 1997-1998 de la LNH, LeClair marque pour la troisième saison consécutive plus de 50 buts. Il est alors le premier natif des États-Unis d'Amérique à réaliser cette performance. Il ne s'arrête pas pour autant et au cours des deux saisons suivantes, il inscrit encore plus de 40 buts à chaque fois.
Au cours de ses 10 saisons avec les Flyers, il inscrit 382 buts en saison régulière et 42 en séries éliminatoires.
Au cours des Jeux olympiques d'hiver de 2002 à Salt Lake City, il évolue avec l'équipe des États-Unis de hockey sur glace Olympique et remporte la médaille d'argent.
Après la grève de la saison 2004-2005 de la LNH et la mise en place des plafonds salariaux pour les équipes, les Flyers sont contraints de se séparer de leur Assistant Capitaine vedette. Les bruits de couloir envoient LeClair à Boston ou à Toronto mais il prend finalement la direction des Penguins de Pittsburgh où il rejoint son ami et ancien coéquipier Mark Recchi. Les rumeurs disent même que c'est Recchi qui a pris contact avec LeClair et l'a recruté pour aller jouer à Pittsburgh.
Début décembre 2006, après une vingtaine de matchs avec les Penguins, il n'est plus utilisé par l'entraineur au cours de deux matchs consécutifs et il est affecté aux Penguins de Wilkes-Barre/Scranton de la Ligue américaine de hockey puis il est libéré de son contrat.
En 2009, il est admis au Temple de la renommée du hockey américain en compagnie de Tony Amonte, Tom Barrasso et Frank Zamboni.

## Statistiques
| Saison     | Équipe                   | Ligue      |     | Saison régulière | Saison régulière | Saison régulière | Saison régulière | Saison régulière |    | Séries éliminatoires | Séries éliminatoires | Séries éliminatoires | Séries éliminatoires | Séries éliminatoires |
| Saison     | Équipe                   | Ligue      | PJ  | B                | A                | Pts              | Pun              | PJ               | B  | A                    | Pts                  | Pun                  |                      |                      |
| 1987-1988  | Université du Vermont    | NCAA       | 31  | 12               | 22               | 34               | 62               |                  |    |                      |                      |                      |                      |                      |
| 1988-1989  | Université du Vermont    | NCAA       | 18  | 9                | 12               | 21               | 40               |                  |    |                      |                      |                      |                      |                      |
| 1989-1990  | Université du Vermont    | NCAA       | 10  | 10               | 6                | 16               | 38               |                  |    |                      |                      |                      |                      |                      |
| 1990-1991  | University of Vermont    | NCAA       | 33  | 25               | 20               | 45               | 58               |                  |    |                      |                      |                      |                      |                      |
| 1990-1991  | Canadiens de Montréal    | LNH        | 10  | 2                | 5                | 7                | 2                | 3                | 0  | 0                    | 0                    | 0                    |                      |                      |
| 1991-1992  | Canadiens de Fredericton | LAH        | 8   | 7                | 7                | 14               | 10               | 2                | 0  | 0                    | 0                    | 4                    |                      |                      |
| 1991-1992  | Canadiens de Montréal    | LNH        | 59  | 8                | 11               | 19               | 14               | 8                | 1  | 1                    | 2                    | 4                    |                      |                      |
| 1992-1993  | Canadiens de Montréal    | LNH        | 72  | 19               | 25               | 44               | 33               | 20               | 4  | 6                    | 10                   | 14                   |                      |                      |
| 1993-1994  | Canadiens de Montréal    | LNH        | 74  | 19               | 24               | 43               | 32               | 7                | 2  | 1                    | 3                    | 8                    |                      |                      |
| 1994-1995  | Canadiens de Montréal    | LNH        | 9   | 1                | 4                | 5                | 10               |                  |    |                      |                      |                      |                      |                      |
| 1994-1995  | Flyers de Philadelphie   | LNH        | 37  | 25               | 24               | 49               | 20               | 15               | 5  | 7                    | 12                   | 4                    |                      |                      |
| 1995-1996  | Flyers de Philadelphie   | LNH        | 82  | 51               | 46               | 97               | 64               | 11               | 6  | 5                    | 11                   | 6                    |                      |                      |
| 1996-1997  | Flyers de Philadelphie   | LNH        | 82  | 50               | 47               | 97               | 58               | 19               | 9  | 12                   | 21                   | 10                   |                      |                      |
| 1997-1998  | Flyers de Philadelphie   | LNH        | 82  | 51               | 36               | 87               | 32               | 5                | 1  | 1                    | 2                    | 8                    |                      |                      |
| 1998-1999  | Flyers de Philadelphie   | LNH        | 76  | 43               | 47               | 90               | 30               | 6                | 3  | 0                    | 3                    | 12                   |                      |                      |
| 1999-2000  | Flyers de Philadelphie   | LNH        | 82  | 40               | 37               | 77               | 36               | 18               | 6  | 7                    | 13                   | 6                    |                      |                      |
| 2000-2001  | Flyers de Philadelphie   | LNH        | 16  | 7                | 5                | 12               | 0                | 6                | 1  | 2                    | 3                    | 2                    |                      |                      |
| 2001-2002  | Flyers de Philadelphie   | LNH        | 82  | 25               | 26               | 51               | 30               | 5                | 0  | 0                    | 0                    | 2                    |                      |                      |
| 2002-2003  | Flyers de Philadelphie   | LNH        | 35  | 18               | 10               | 28               | 16               | 13               | 2  | 3                    | 5                    | 10                   |                      |                      |
| 2003-2004  | Flyers de Philadelphie   | LNH        | 75  | 23               | 32               | 55               | 51               | 18               | 2  | 2                    | 4                    | 8                    |                      |                      |
| 2005-2006  | Penguins de Pittsburgh   | LNH        | 73  | 22               | 29               | 51               | 61               |                  |    |                      |                      |                      |                      |                      |
| 2006-2007  | Penguins de Pittsburgh   | LNH        | 21  | 2                | 5                | 7                | 12               |                  |    |                      |                      |                      |                      |                      |
| Totaux LNH | Totaux LNH               | Totaux LNH | 967 | 406              | 413              | 819              | 501              | 154              | 42 | 47                   | 89                   | 94                   |                      |                      |